# (10050) Rayman
(10050) Rayman (1987 MA1) – planetoida z pasa głównego asteroid okrążająca Słońce w ciągu 4,41 lat w średniej odległości 2,69 j.a. Odkryta 28 czerwca 1987 roku.